# Pedro Couceiro
Pedro Couceiro (* 23. März 1970 in Lobito, Angola) ist ein ehemaliger portugiesischer Automobilrennfahrer.

## Karriere
Couceiro wurde in der damaligen Portugiesischen Kolonie Angola geboren und zog mit seinen Eltern 1974 nach Portugal. Er begann zu singen und nahm einige Schallplatten auf. Mit den Einnahmen finanzierte er ab seinem 12. Lebensjahr seine Leidenschaft für den Motorsport, inspiriert durch die Rennen seines älteren Bruders Nuno. Im Februar 1983 trat er in seinem ersten Kart-Rennen an, in der Nachwuchsklasse Categoria Primavera im Autódromo do Estoril, bei dem er den zweiten Platz belegte.
Couceiro begann danach seine Karriere in der portugiesischen Formel-Ford-Meisterschaft, in der er 1990 Meister wurde. Anschließend fuhr er zwei Jahre in der Formel Opel Lotus Euroserie, in der er 1991 16. und 1992 Achter wurde. 1992 wurde er Zweiter im Nations Cup der Formel Opel Lotus und 1993 Siebter. 1994 wechselte er in die Deutsche Formel 3 und wurde Fünfter, außerdem bestritt er den Formel 3 GrandPrix in Macau. 1995 wurde er Fünfter in der Deutschen Formel 3, 22. beim Formel 3 Grand Prix in Monaco und Achter beim Formel 3 Grand Prix in Macau. Außerdem bestritt er ein Heimrennen in Estoril in der International Touring Car Championship in einem Alfa Romeo des Schübel-Teams. 1996 wechselte er in die internationale Formel-3000-Meisterschaft und wurde 13. in der Gesamtwertung. 1997 blieb er der Serie treu und wurde 11. am Saisonende. 1998 und 1999 fuhr er im Porsche Supercup und wurde 1999 Neunter am Saisonende. Anschließend fuhr er mehrere Jahre unter anderem in der Grand Am Sports Car Series und in der Spanischen GT-Meisterschaft, die später in International GT Open umbenannt wurde.

## Karrierestationen
- 1990: Formel Ford Portugal (Meister)
- 1991: Formel Opel Lotus Euroserie (Platz 16)
- 1992: Formel Opel Lotus Euroserie (Platz 8)
- 1992: Formel Opel Lotus Nations Cup (Platz 2)
- 1993: Formel Opel Lotus Nations Cup (Platz 7)
- 1994: Formel 3 GP Macau
- 1994: Deutsche Formel 3 (Platz 5)
- 1995: International Touring Car Championship
- 1995: Formel 3 Grand Prix Monaco (Platz 22)
- 1995: Deutsche Formel 3 (Platz 5)
- 1995: Formel 3 GP Macau (Platz 8)
- 1996: FIA International Formula 3000 Championship (Platz 13)
- 1997: Formel 3000 International (Platz 11)
- 1998: Porsche Supercup
- 1999: Porsche Pirelli Supercup (Platz 9)
- 2001: Grand American Rolex Series – GT
- 2001: Porsche Pirelli Supercup (Platz 9)
- 2002: FIA Sportscar Championship class sr2 (Platz 26)
- 2004: Grand American Rolex Series – GT (Platz 123)
- 2004: Spanische GT-Meisterschaft – GTA (Platz 3)
- 2004: Spanische GT-Meisterschaft (Platz 3)
- 2005: Grand American Rolex Series – GT
- 2005: Spanische GT-Meisterschaft (Platz 8)
- 2005: Spanische GT-Meisterschaft – GTA (Platz 7)
- 2005: Porsche Supercup
- 2007: Spanische GT-Meisterschaft (Platz 2)
- 2007: Spanische GT-Meisterschaft – GTA (Platz 2)
- 2008: International GT Open (Platz 3)
- 2008: International GT Open – GTA (Platz 3)
- 2009: International GT Open (Platz 4)
- 2009: International GT Open – Super GT (Platz 4)
- 2010: International GT Open (Platz 13)
- 2010: International GT Open – GTS (Platz 5)